# رون كليبورن
رون كليبورن (بالإنجليزية: Ron Claiborne)‏ هو صحفي أمريكي، ولد في 20 أغسطس 1953 في سان فرانسيسكو في الولايات المتحدة.